# کونیاوو
کونیاوو (به بلغاری: Konyavo) یک منطقهٔ مسکونی در بلغارستان است که در شهرستان کیوستندیل واقع شده‌است.